# 헤겔주의

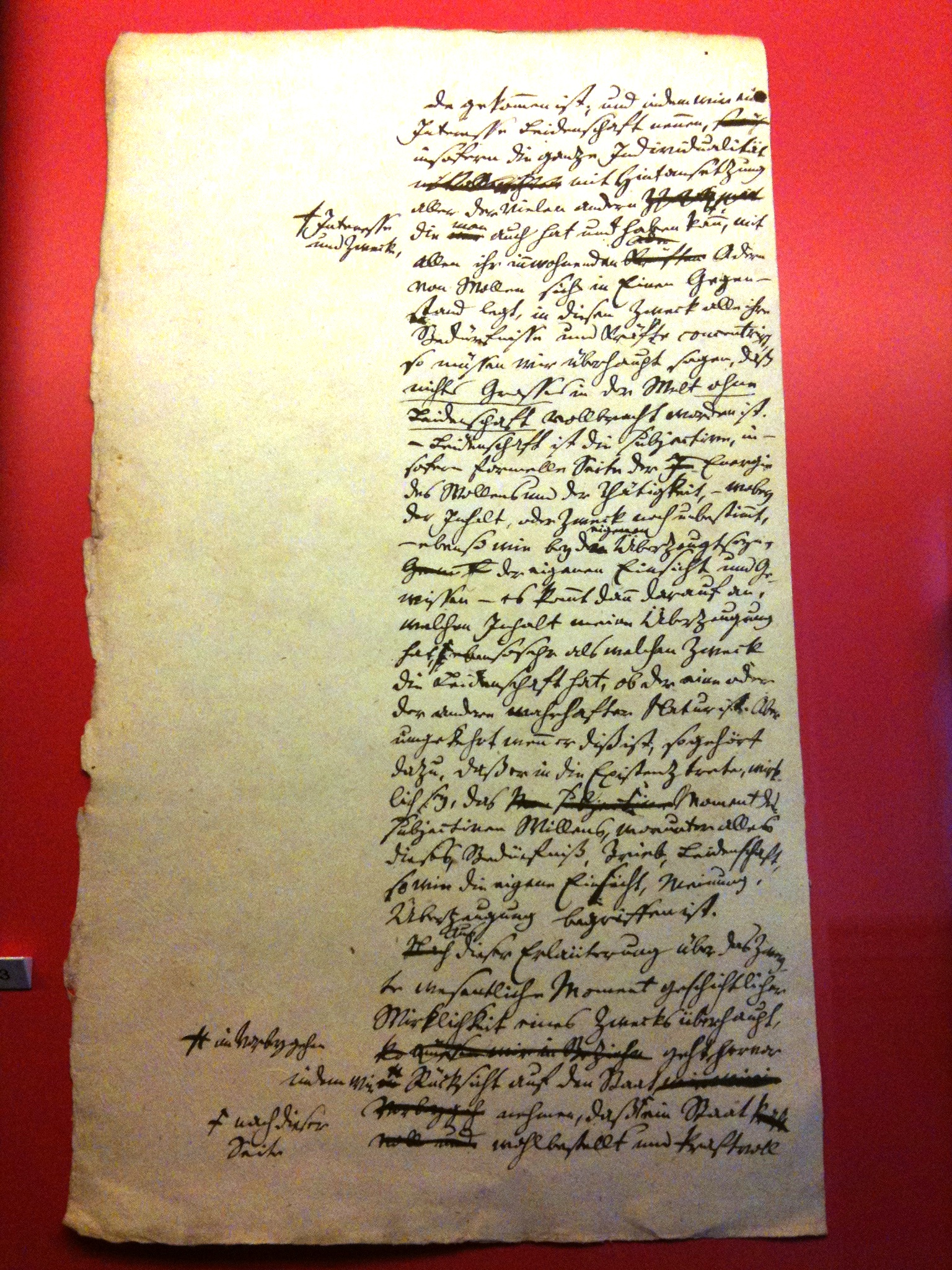

헤겔주의(독일어: Hegelianismus, 영어: Hegelianism)는 협의에는, 1830년대를 중심으로, 독일 관념론의 철학자 헤겔에 직접 사사 혹은 다대하게 영향을 받아 그의 철학이 유파를 이어받고, 철학을 전개한 사람들의 일로이다.
당시는 대체로 70명의 학자가 일원이 되고 있었다.
광의에는, 헤겔 철학에 어떠한 형태로 영향 혹은 연구를 한 사람의 일로, 전술의 제1차의 그룹 외, 19세기 후반의 제2차, 20세기 전반의 제3차 (신헤겔주의), 그리고 제2차 세계대전 나중에 현재에 이르는 제4차 그룹이다.
또, 파벌을 고집하지 않고, 헤겔 철학을 전문으로 하고 있는 사람도 포함되기도 한다.
영어권의 학자의 경우는, 영어 읽기의 헤겔리언으로 불리기도 한다.
단지, 통상은 헤겔주의라고 칭했을 경우, 1830년대에 등장한 제1차의 것을 가리킨다 (본항에서는 이를 취급한다).

## 헤겔주의의 탄생
헤겔의 사후, 1835년에 헤겔주의 신학자 다피트 스트라우스에 의해서 쓰여진 '예수의 생애'의 견해에 의해서, 헤겔주의가 분열했다 (이 근처의 사정은 청년 헤겔파의 항 등을 참조).
스트라우스는 '예수의 생애'에서 주장된 것과 같은 기독교의 해석을 인정하는 것이 좌파 (청년 헤겔파), 부분적으로 인정하는 것이 중앙파, 부정하는 것이 우파 (우 헤겔주의)로 구분했다.
이 시기, 헤겔주의에 속하고 있던 학자는 70명 이상에 달했다. 덧붙여 파벌의 구분은 반드시 엄밀한 것이 아니고, 파 내에서도 다양한 의견이 물은 것이었다.
그 후, 주도적으로 된 것은 청년 헤겔파이며, 젊은 마르크스도 여기에 일원이 되고 있었다.
그 후 우파는 충실히 헤겔의 저작의 간행, 학설의 해설 등에 노력했지만, '죽어가는 개'가 되고 있는 헤겔의 철학을 고집해, 정치적으로도 시대의 궤도에 오르는 것이 늦었다.
또 중앙파는 그 후, 헤겔의 생각에 준거하고, 철학사의 편찬에 종사했다.
이와 같이 분열 후, 여러 가지 길을 걷기 시작했지만, 우파, 중앙파는 그 후 맥들 헤겔의 철학의 전승에 의무 19세기 후반의 제2그룹에 계승했다.
좌파는 정치적·역사적인 본연의 자세를 둘러싸고, 조속히 파로서의 통일성을 잃어, 1840년대 반에는 소멸하며 갔다.
보다 정확하게 말하면 그 후 다양한 학자에 의해서, 발전적으로 해소되었다는 표현을 해야 한다.

## 헤겔주의의 주된 멤버
- 헤겔주의자 목록을 참조.

## 같이 보기
- 우 헤겔주의
- 청년헤겔학파
- 헤겔 중앙파 (혹은 단순히 중앙파)
- 게오르크 빌헬름 프리드리히 헤겔
- 헤겔주의 (제2세대)
- 신헤겔주의